# Mò (động vật)
Ve mò hay họ Mò (Danh pháp khoa học: Trombiculidae) là một họ động vật gồm các loài ký sinh, trong số chúng nhiều loài gây ra bệnh sốt mò (Trombiculosis), chủ yếu là các loài Leptotrombidium deliense trong chi Leptotrombidium và Trombicula autumnalis trong chi Trombicula. Thông thường loại ve mò này khá nhỏ, khi cắn cũng không gây đau đớn nhiều nên người bệnh dễ bỏ qua, đôi khi không biết mình có vết loét do mò cắn.
Ở Việt Nam từng ghi nhận trường hợp có một cụ bà suýt chết vì bị ve mò cắn trúng vùng kín với các triệu chứng như suy kiệt, mệt mỏi, sốt cao, nôn ói, không ăn uống được. Để tránh bị ấu trùng mò đốt, cần tránh nằm trên bãi cỏ vùng đất ẩm, không phơi quần áo trên bãi cỏ, đeo găng tay, thắt chặt ống quần khi phát hoang xung quanh, phun thuốc diệt mò, diệt côn trùng, sốt do vết cắn của ve mò là căn bệnh hy hữu, vẫn thường gặp ở nông thôn.

## Các chi
Họ ve mò gồm các chi sau đây:
- Acomatacarus
- Anahuacia
- Ascoschoengastia
- Axiogastia
- Blankaartia
- Brunehaldia
- Chatia
- Cheladonta
- Doloisia
- Euschoengastia
- Eutrombicula
- Gahrliepia
- Guntherana
- Guntheria
- Hannemania
- Heaslipia
- Hirsutiella
- Kayella
- Leptotrombidium
- Microtrombicula
- Miyatrombicula
- Neoschoengastia
- Neotrombicula
- Novotrombicula
- Ornithogastia
- Parasecia
- Pseudoschoengastia
- Schoengastiella
- Schoutedenichia
- Speleocola
- Trombicula
- Whartonia